# Andrea Palma
Pour les articles homonymes, voir Andrea Palma (actrice) et Palma (homonymie).
Andrea Palma (1644-1730) est un architecte sicilien du XVIIIe siècle, né à Palerme. Il est considéré comme l'un des contributeurs les plus actifs au mouvement architectural du baroque sicilien.
Parmi ses réalisations majeures, on compte la cathédrale de Syracuse, la Chiesa di Santa Maria delle Grazie di Montevergine (en) et la Chiesa di San Gioacchino (it), dont il conçut la façade baroque assez sévère au début du siècle.